# Вараха
Вара́ха (санскр. वराह, IAST: Varāha) — в индуизме зооморфная аватара бога Вишну в виде вепря, спасшего Землю и населяющее её человечество. Образ Варахи отражает древнеиндийскую космологию и сотериологию. Вепрь на своём клыке поднимает вверх Землю, утопающую в мировых водах. «Потопные» аллюзии сюжета, впервые появляются в «Брахманах» и приписывают спасение Праджапати. Затем путём слияния различных божеств Праджапати-вепрь стал отождествляться с Вишну. Его демоноборческий образ закреплён в вайшнавских пуранах. В поздней интерпретации, чтобы спасти Землю, которую асура Хираньякша погрузил в океан, Вишну воплотился в земном мире как вепрь, убил демона в поединке, длившемся тысячу лет, и поднял Землю на своём клыке.
Борьба Вишну с Хираньякшей стала пураническим добавлением к космогоническому в своей основе мифу об «извлечении» земли из первичных вод. История изложена в ряде священных текстов индуизма — «Шатапатха-брахмане» (XIV.1.2), «Махабхарате» (III.141, 187), «Вишну-пуране» (I.4), «Бхагавата-пуране» (III.13-19), «Вараха-пуране» (113—115) и других .
Первые изображения Варахи найдены в регионе Матхуры и датируются I—II веками. В эпоху Гуптов (IV—VI века) они появились в храмах и на археологических памятниках Центральной Индии. К ним относятся антропоморфные изваяния в пещерных храмах Удаягири и зооморфная скульптура в Эране. Другие ранние изображения Варахи сохранились в пещерных храмах Бадами и Махабалипураме (VII век) в Южной Индии, а также в пещерах Эллоры (VII век) в Западной Индии. К концу VII века почитание Варахи распространилось во всех регионах Индии. Пик культа Варахи приходился на период между VIII и IX веками. Храмы, посвящённые Варахе, основаны в Кхаджурахо, Удайпуре, Джханси и других городах. После мусульманского вторжения из-за неприятия образа «священной свиньи» широкое почитание сошло на «нет» и прекратилось с XVII века.

## Этимология
В переводе с санскрита Вараха (санскр. वराह, IAST: Varāha) буквально означает «дикий вепрь». Оно происходит от протоиндо-иранского «'uarāĵʰá'», что переводится как «кабан». Считается, что термин имеет близкие связи с авестийским «varāza», курдским «beraz», парфянским «warāz» и новоперсидским «gorāz» (گراز) — все они означают дикого кабана.
Слово «Вараха» встречается в Ригведе, в частности, в стихах 1.88.5 («убегающие кабаны с золотыми чакрами, с железными клыками»), 8.77.10 (Вишну принёс «сотню буйволов, похлёбку, варёную на молоке, кабана Эмушу») и 10.28.4 («шакал кинулся на кабана из засады»), где оно означает кабана. Кроме того, в некоторых гимнах его отождествляют с «дождевым облаком», ведийским божеством Вритрой: стихи 1.61.7 («Вишну отнял варёную (пищу), ранил кабана, стреляя сквозь скалу») и 10.99 («убил кабана стрелой с железным наконечником»). «Вараха» также является эпитетом Сомы 10.97.7 («приносящее сому»).
Ассоциация Варахи с дождём, играющим ключевую роль в сельском хозяйстве, привела к тому, что в последующем его стали называть «Вара-ахарта» (Vara-Aharta), что означает «приносящий добро».

## Происхождение
Культ аватаров Вишну представляет собой типичный феномен религиозного синкретизма. Возник он в результате ассимиляции неарийских божеств в религиозную систему, называемую брахманизмом. Интеграция местных и родовых божеств в общую систему верований сыграла решающую роль в развитии индуизма и сделала его таким, каким мы его знаем сегодня — терпимым и разнообразным, однако пропитанным общей идеей. Политеистические и безличные формы божественных сил ушли в прошлое. На их место пришёл личностный культ, возникший вокруг фигуры Вишну. В образе Вишну, который с ведийских времён постепенно вырос до уровня верховного Бога, слились основные черты других божеств. Вараха является ярким примером такой интеграции местного культа в вайшнавизм. «Всепроникающий» бог стал отождествляться с жертвой творения, а также с защитником, играющим активную роль в сохранении мирового порядка. Аватара Вараха в яркой форме выражает описанные качества Вишну.
Четыре из воплощений Вишну, — Матсья, Курма, Вараха и Вамана, — основаны на космогонических мифах, известных по Ведам и текстам Брахман. Образ Варахи впервые возникает в ведийских гимнах. Однако он предстаёт не как воплощение Вишну или другого божества, а как противник ариев и хранитель сокровищ асуров. Ранние тексты свидетельствуют о происхождении образа Варахи из древнего культа коренного населения Индии. По всей видимости, миф о Варахе, поднимающем Мать-Землю из глубин космического океана, берёт своё начало в доарийском веровании. Поклонение ему было связано с плодородием и происходило на территории горного массива Виндхья, большая часть которого расположена в штате Мадхья-Прадеш. Таким образом, Вараха оказывается родом из Центральной Индии.
Храмовые изображения Варахи
| |                                                          | |                                                                                    |                                                                        |                                                                              |                                                                    |                                                                 |
| Скульптура Варахи из песчаника. Центральная Индии между 700 и 800 годами. Из коллекции Художественного музея Кливленда. | Каменный барельеф с Варахой. Из коллекции Музея Конарка. | Скульптура Варахи из песчаника. Мадхья-Прадеш, период Чандела, X век. Из коллекции Музея азиатского искусства в Сан-Франциско. | Скульптура Варахи. Раджастхан, XI век. Из коллекции Чикагского института искусств. | Скульптура Варахи. Северная Индия, XI век. Из коллекции Музея Далласа. | Бронзовое мурти Варахи. Керала, XIV-XV век. Из коллекции Бруклинского музея. | Колонна с изображением Варахи. Храм Вирабхадра, Лепакши, 1530 год. | Скульптура Варахи в храме Сундара-Варада Перумал в Канчипураме. |

## Мифология
Священные писания индуизма проливают свет на развитие образа Варахи. В нём сочетаются несколько сюжетных линий, включая сотворение мира, рождение Варахи как воплощения Вишну, а также связь между вепрем и ритуальным жертвоприношением. Первая связь Варахи с Вишну обнаруживается в «Ригведе». Более поздние переработанные истории о Варахе встречаются в «Рамаяне», «Махабхарате» и пуранах. В индийской традиции они зовутся «Вараха-катха» (Varāha-Kathā) или истории о Варахе. Различаются две фазы развития историй о Варахе: первая — космогоническая роль вепря и вторая — как аватара Вишну.
Ранняя история описывает Вараху как творца Вселенной. Вепрь пребывает там, где водная стихия, в которой он рыщет и отыскивает дно. Некоторые исследователи полагают, что в ведийскую эпоху у ариев существовал культ дикого кабана, который мог соперничать с богами, олицетворявшими силы природы. Ригведа упоминает стада кабанов с золотыми чакрами и железными клыками, а также рыжего кабана неба с заплетённой косой. В «Тайттирия-самхите» и «Брахманах», а также «Шатапатха-брахмане» творец мира Праджапати, которого впоследствии стали отождествлять с Брахмой, принял форму вепря, чтоб поднять Землю из бескрайних вод. «Тайттирия-араньяка» провозглашает, что Земля была поднята чёрным вепрем, имевшем сотни рук. В «Шатапатха-брахмане» говорится: она (Земля) была большой, … вепрь по имени Эмуша (Эмуса, Emuṣa) поднял её наверх своему господину Праджапати.
Первое упоминание об особых отношениях между Варахой и Землёй обнаруживается в «Атхарваведе» (XII. 1, 48), так называемом «Гимне Земли» (Бхуми-сукта), где земля подвержена грехам человечества и находится в одной компании с вепрем. Дикий кабан известен во многих индоевропейских мифологиях. Он тесно связан с землёй и её плодородием, что важно для сельского хозяйства. Вепрь стал символом фертильности, способности к воспроизводству. На заре человечества ему могли поклоняться как образу плодородия и мужу Земли. Вепрь представляется хранителем Земли, от которой зависит жизнь и процветание.
В поздних историях о Варахе вепрь предстаёт воплощением Вишну. Божественный вепрь вступает в борьбу с демоническими силами, которые погрузили Землю на дно океана. В ряде историй во имя спасения Земли Вараха сражается с демоном Хираньякшей в течение тысячи лет и побеждает. Как аватара Вишну Вараха теряет свою космогоническую роль, уходящую на задний план повествования. Миф о Варахе имеет две версии, основа которых, — спасение Земли из глубины вод, — совпадает. Отличия между ними заключаются только в том, что в одном случае упор делается на связь Вишну с творением, в другом — на победу над демоническими силами. В последнем случае история Варахи, ведущего космическую борьбу со злом, приобретает морально-нравственный характер. Она хорошо соответствует божественным качествам Вишу, аватарой которого, в конечном счёте, Вараха становится. Во многом они объясняют дихотомию, сложившуюся в иконографической традиции представления Варахи. В версии мифа, где Вараха спасает Мать-Землю, убивая демона Хираньякшу, космогоническая роль Варахи теряет своё значение. Вараха предстаёт защитником мироздания, хотя его тесные отношения с богиней Земли остаются.

Прежде чем погрузиться в воду и спасти Землю, Вепрь взмыл к небесам. Он бил хвостом и тряс щетиной, а Его глаза сияли как тысячи солнц. Своими копытами и белоснежными клыками Он разогнал в небе облака. Это был Сам Всевышний, который не касается видимого мира и не имеет видимых качеств, но приняв облик вепря — Он стал искать в воде Землю по запаху. Клыки Его внушали ужас, взор был устремлен на небожителей. Подобно огромной горе, божественный Вепрь рухнул в воду, разделив океан на две половины… Разрезая воду острыми, как стрелы, копытами, Вепрь достиг дна безбрежного океана. Там Он увидел обитель людей Землю, пустынную, как в начале творения. Легко, как бы играючи, Он поддел Землю клыками, и подняв её из воды, предстал перед богами во всем Своем великолепии. Затем, пылая гневом, словно огненный диск Сударшана, Он в мгновение ока убил могучего демона, который пытался противостоять Ему. Прямо в воде Вепрь убил демона, как лев убивает слона. Щеки и язык Господа окрасились кровью — так слон покрывается красноватой пылью, когда роет бурую землю. Затем, словно резвящийся слон, он снова поднял Землю на клыки. Tело Его приобрело синеватый оттенок, напоминающий цвет дерева тамала. Увидев это, небожители окончательно убедились, что перед ними Сам Всевышний, и в глубоком почтении склонились перед Ним.
— Бхагавата-пурана, Книга 3, Глава 13, Tексты 17-33
В ряде священных писаний, таких как Матсья-пурана, Вараха описывается как «Яджна-Вараха» (Yajna Varaha) или Вараха жертвоприношения. Тело вепря отождествляется с элементами жертвенного ритуала ведийского периода. Копыта Варахи представляют четыре Веды, а его язык сравнивается с богом огня Агни, который в роли посредника доставляет жертву богам. Щетина Варахи схожа с спелой травой куша, которую предлагают жертвенному огню. Его голова подобна богу Брахме, а его ноздри сравниваются с топлёным маслом гхи, в то время как морда служит ковшом излияния масла в огонь. Ассоциативное сравнение между телом Варахи и ритуалом жертвоприношения затрагивает почти все мыслимые части его тела. Священные писания характеризуют образ Варахи в большей степени как жертвенного животного, нежели человекоподобного создания. В частности, сравнение копыт с четырьмя Ведами предполагает, что у вепря четыре равнозначных конечности, а не две руки или две ноги, как в образе «Нара-Варахи». Вараха как творец и хранитель добра связан с изобилием.

Все жертвы предназначены Tебе, но слепцы неспособны разглядеть за жертвенным обрядом Твой образ. Гимны Вед — Твоя шкура, щетина — священная трава куша, Tвои глаза — топленое масло для жертвоприношений, а ноги — четыре вида деятельности. Tвой язык — одно жертвенное блюдо, а ноздри — другое, в Tвоем животе находится то жертвенное блюдо, с которого едят, а ещё одним жертвенным блюдом являются Tвои уши. Tвои уста — это жертвенное блюдо Брахмы, горло — жертвенное блюдо сома, а все, что Tы жуешь — огненная жертва. Череда Твоих сошествий — это желание принять посвящение учителя. Tвоя шея — обитель трех желаний, а клыки — следствие посвящения и исполнение всех чаяний. Tвой язык — деятельность, предшествующая посвящению, голова — жертвенный и нежертвенный огонь, а Tвои жизненные силы — совокупность всех желаний. Tвое семя — жертвоприношение сома-ягья. Tвой рост — утренние обряды. Tвоя кожа и осязание — семь предметов жертвоприношения, а Твои суставы — двенадцатидневное жертвоприношение. Tы цель всех жертвоприношений, и только тот, кто приносит жертвы, может заслужить Tвою благосклонность. Tы — Господь Бог, и живые существа поклоняются Tебе, вознося молитвы, прославляя Тебя гимнами Вед и совершая жертвоприношения.
— Бхагавата-пурана, Книга 3, Глава 13, Tексты 35-39
История заканчивается тем, что, выслушав молитвы небожителей, божественный вепрь коснулся Земли копытами и поместил её в середину вселенной. После спасения Земли он вернулся в свою обитель на Вайкунтхе.

## Иконографический символизм
Как и две первые аватары Вишну, — Матсья (рыба) и Курма (черепаха), — третья аватара Вишну, Вараха, изображается в зооморфной форме как животное или в антропоморфной форме как получеловек-полуживотное. Главное отличие от других антропоморфных форм Вишну заключается в том, что, если две первые аватары изображаются с головой человека и телом животного, то у Варахи наоборот: голова кабана и тело человека. Аналогичную антропоморфную форму имеет четвёртая аватара Вишну — получеловек-полулев Нарасимха.
Между иконографическими текстами и сохранившимися изображениями Варахи наблюдается только частичная связь. Некоторые из иконографических образов, упомянутых в священных текстах, не найдены среди известных скульптур. С другой стороны, сохранившиеся изображения лишь отчасти соответствуют иконографическим описаниям. Ярким примером тому служит текст Вайкханаса-Агама (Vaikhānasāgama), который, преимущественно, описывает южно-индийские представления о Нара-Варахе при династии Паллавов. Что касается иконографических описаний зооморфной формы, то они полностью отсутствуют. Текст «Вишну-Дхарма-тара» (Viṣṇudharmottara) содержит единственную строку, посвящённую зооморфному Варахе — она связывает кабана с космической формой Вишну.

### Раннее изображение Варахи
Поклонение Варахе достигло пика своей популярности в эпоху правления Гуптов. Подтверждением тому служат монументальные изваяния Варахи в Мадхья-Прадеше: в пещерных храмах Удаягири (380—401 годы), а также в Эране (480-е годы). Варахе было посвящено множество храмов и святилищ. Некоторые из сохранившихся надписей, созданных в эпоху Гуптов, начинаются с приветственного слова Варахе. Культ Варахи не смог бы обрести широкой популярности в течение одного или двух столетий. За ним стояли более древние традиции, которые с приходом правителей Гуптов обрели полную силу. Вплоть до XX столетия существование древнего культа Варахи было только предположением, поскольку отсутствовали доказательства в её поддержку. О поклонении Варахи свидетельствовали лишь литературные источники. В середине XX столетия археологические раскопки позволили пролить свет на древний культ. В частности, в Археологическом музее Матхуры хранится изображение Варахи (Kusâna-Vâraha) в антропоморфной форме. Оно датируется периодом Кушанского царства (I—III века н. э.), что свидетельствует о том, что возраст культа, как минимум, на двести лет старше.
Раннее изображение Варахи из Археологического музея Матхуры представляет собой каменную плиту, найденную на берегах реки Ямуны возле Матхуры. На плите видны четыре человеческие фигуры. Справа находится преданный (бхакта) со сложенными руками, определить которого можно по росту и позе, в которой находится его тело. Рядом с ним расположена четырёхрукая мужская фигура, голова которой не сохранилась. У неё две нижние руки, упирающиеся в бока, и две верхние руки, держащие по диску с изображением бога Солнца в колеснице с двумя лошадьми. Образы бога Солнца (Сурьи) являются примечательными особенностями изображений Кушанского царства. Махавараха или Великий Вараха в Матсья-пуране и Падма-пуране отождествляется со временем. Матсья-пурана называет его «держателем глаза дня и ночи», а Падма-пурана упоминает его как персонифицированное время.
Образ повёрнут лицом влево, возле его плеча видна маленькая женская фигурка. Она держит в правой руке предмет, похожий на бутон цветка. Мужская фигура носит на шее цветочную гирлянду и знак Шриватсы на груди, а также поясной ремень и дхоти. Несмотря на то, что голова не сохранилась, благодаря атрибутам, — четыре руки, гирлянда, Шриватса, а главное, женская фигура на плече, то есть богиня Земли или Притхиви, — в образе легко узнаётся Вараха.

### Нара-Вараха и Яджна-Вараха
Вараха изображается двумя способами: Нара-Вараха (Nṛ-varāha, дословно, «человек-кабан») и Яджна-Вараха (Yajña-varāha, «кабан жертвоприношения»). Первая антропоморфная форма имеет голову человека, а вторая — полностью зооморфную форму. Расхождение иконографической традиции, преимущественно, отражает роли Варахи в древнеиндийской мифологии. Зооморфное представление связано с космогоническим мифом, тогда как получеловек-полукабан относится к мифу о защитнике-аватаре. Тело и конечности Варахи в форме животного покрыты изображениями вселенной и её обитателей. Таким образом подчёркивается роль Варахи в космическом творении, а также его образ представляется как жертва ради самого творения. В последующем изображение Варахи, несущего на себе всю вселенную, было увязано с космической формой Вишну как Нараяны. Зооморфное представление было типичным для Центральной Индии, хотя и крайне ограниченным во времени и по территориальному охвату. Культ священного животного поддерживался, преимущественно, в Уттар-Прадеш во времена династий Гуптов, Парамара, Калачури и Чандела между V и XIII веками.
Яджна-Вараха
|                                                     |                                                                                    |                                                          |
| Скульптура Варахи в Эране (Мадхья-Прадеш), V—VI век | Статуя Варахи, Мадхья-Прадеш или Бихар, около 900 года. Из коллекции Музей Эшмола. | Скульптура Варахи в храме Варахи. Кхаджурахо, 950-е годы |

Антропоморфная форма Варахи является самым ранним из известных его скульптурных изображений. Образ Нара-Вараха как аватары Вишну возник в регионе Матхуры в I—II веках. В последующем он получил распространение на большей части индийского субконтинента. Исходя из иконографического разнообразия считается, что апогей культа Нара-Варахи приходился на период с конца VIII и до конца IX века. Покровительство искусству и архитектуре со стороны правителей династии Гуптов способствовало укреплению и популярности культа аватары. Это нашло отражение в создании его искусных и многочисленных образов. Ядро Центральной Индии, — Эран и его окрестности (Санчи, Видиша, Удаягири), — перешло под контроль Гуптов в ходе военной кампании. Регион имел стратегическое значение для правителей как плацдарм для завоеваний на Западе. Гупты отождествляли себя с Варахой как покровителем и защитником Земли. Следствием было создание колоссальных монументов, изображавших Гуптов рядом с величественными фигурами Варахи. После военных успехов Гуптов в Центральной и Западной Индии символика Варахи перешла к царскому двору, а сами правители Гупта приравняли себя к Варахе. Считалось, что Гупты освободили землю от врагов и тем самым обезопасили население, повторив подвиг и акт божественного творения. В скульптурах Варахи проводится явная параллель между воплощением Вишну и Гуптами. В них же обнаруживается прославление Бога, Гуптов и государственного суверенитета. Культ Варахи-аватара поддерживался вплоть до Средневековья и почти сошёл на «нет» с упадком индуистских правящих династий и прихода мусульман.
Некоторые из зооморфных скульптур Варахи в Центральной Индии установлены в священных местах шайвов. Это может указывать на то, что многообразный символизм Варахи, в частности его связь с царской властью и плодородием Земли, а также его роль защитника, сделала священный образ желанным не только в вайшавизме.
Нарада-Вараха
|                                                                                            |                                                                         |                                                                      |                                                                                              |                                                                      |                                                      |                                                          |                                                                                                 |                                                  |                                                        |
| Скульптура Варахи из песчаника. Уттар-Прадеш, III век. Из коллекции Музея Нортона Саймона. | Монументальная панель с Варахой. Пещерные храмы Удаягири, 380—401 годы. | Барельеф с Варахой. Пещерные храмы Бадами (пещера №2), 540—578 годы. | Барельефная панель с Варахой. Пещерный храм Варахи периода Паллавов, Махабалипурам, VII век. | Скульптура Варахи в пещерных храмах Эллоры, между 600 и 1000 годами. | Скульптура Варахи в храме Дурги. Айхоле, 700-е годы. | Скульптура Варахи в храме Лакшмана. Кхаджурахо, 939 год. | Скульптура Варахи в подземном ступенчатом колодце Рани-ки-Вав. Патан (Гуджарат), 1022—1063 годы | Скульптура Варахи в храме Хойсалешвара. XII век. | Скульптура Варахи в Храме Ченнакешава. Белур, XII век. |

## Политический символизм
В Средние века образ Варахи получил распространение как символ царской власти. Династия Чалукья стала первым царственным семейством, принявшим Вараху как своего покровителя. Сначала Вараха являлся символом династии Ватапи Чалукья (655—753 годы), а затем Западных Чалукья (973—1189). К её символам также относились чакра Вишну и зеркало. Чалукья изображали Вараху на своём гербе и чеканили монеты с его изображением. Царские знаки того времени можно встретить на каменных надписях храмов, которым династия оказывала поддержку, в частности, в Бадами и Айхоле.
В 850—900 годы образ Варахи чеканился на монетах династии Гурджара-Пратихара, правившей на большей части территории Северной Индии с VI по XI века. В период своего наивысшего расцвета, между 836 и 910 годами, империя Гурджара-Пратихара по территории могла сравниться с владениями Гуптов. Раджа Гурджара-Пратихара Михира Бходжа (836—885) принял титул «Ади-Вараха», он также чеканил монеты с изображением Варахи.
Почётный титул «Вараха» использовался как царский знак отличия при династии Чола (с IV века до 1279 года). Последняя крупная индуистская империя Виджаянагара, правившая до XVII века, своими эмблемами сделала Вараху, Солнце, Луну и кинжал. Правители Виджаянагара чеканили золотые монеты с изображением Варахи.

Вараха как символ политической власти
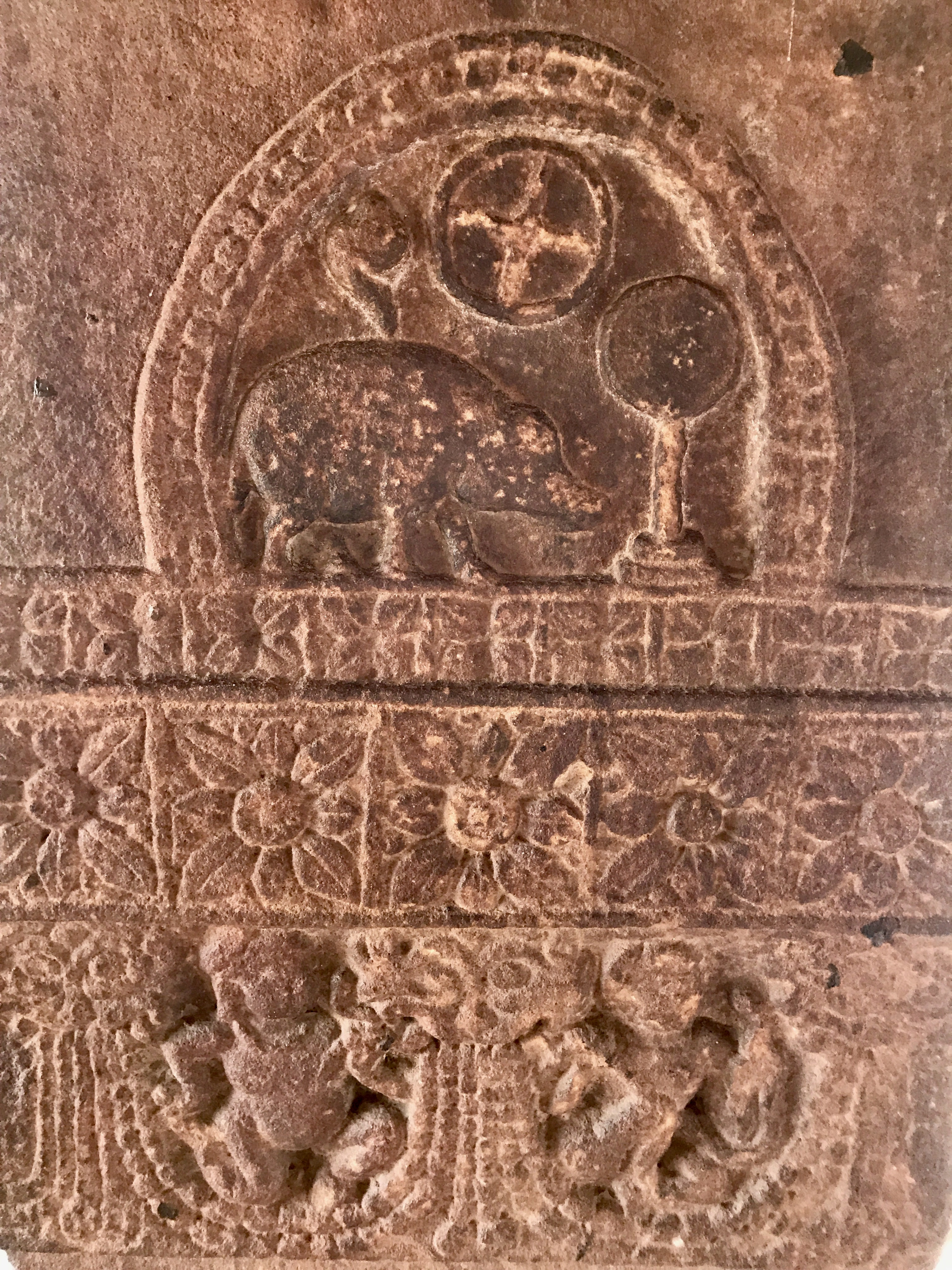
Символ Чалукья на каменной стене храма Лакхан в Айхоле, VI век
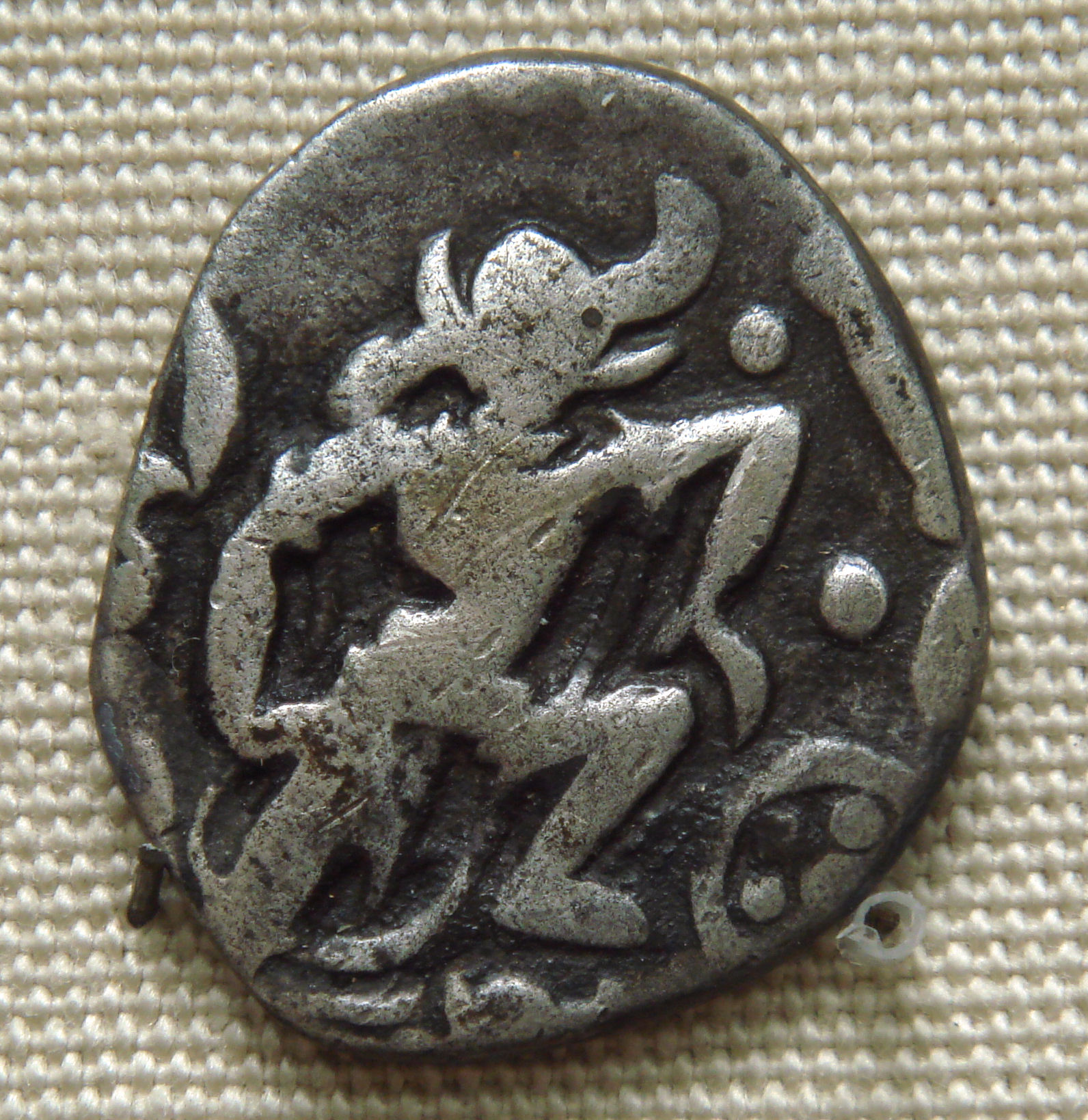
Монета с изображением Варахи, чеканившаяся династией Гурджара-Пратихара в 850—900 годы
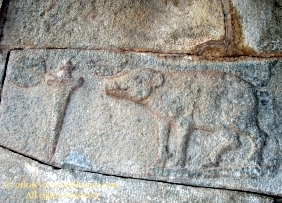
Символы империи Виджаянагара
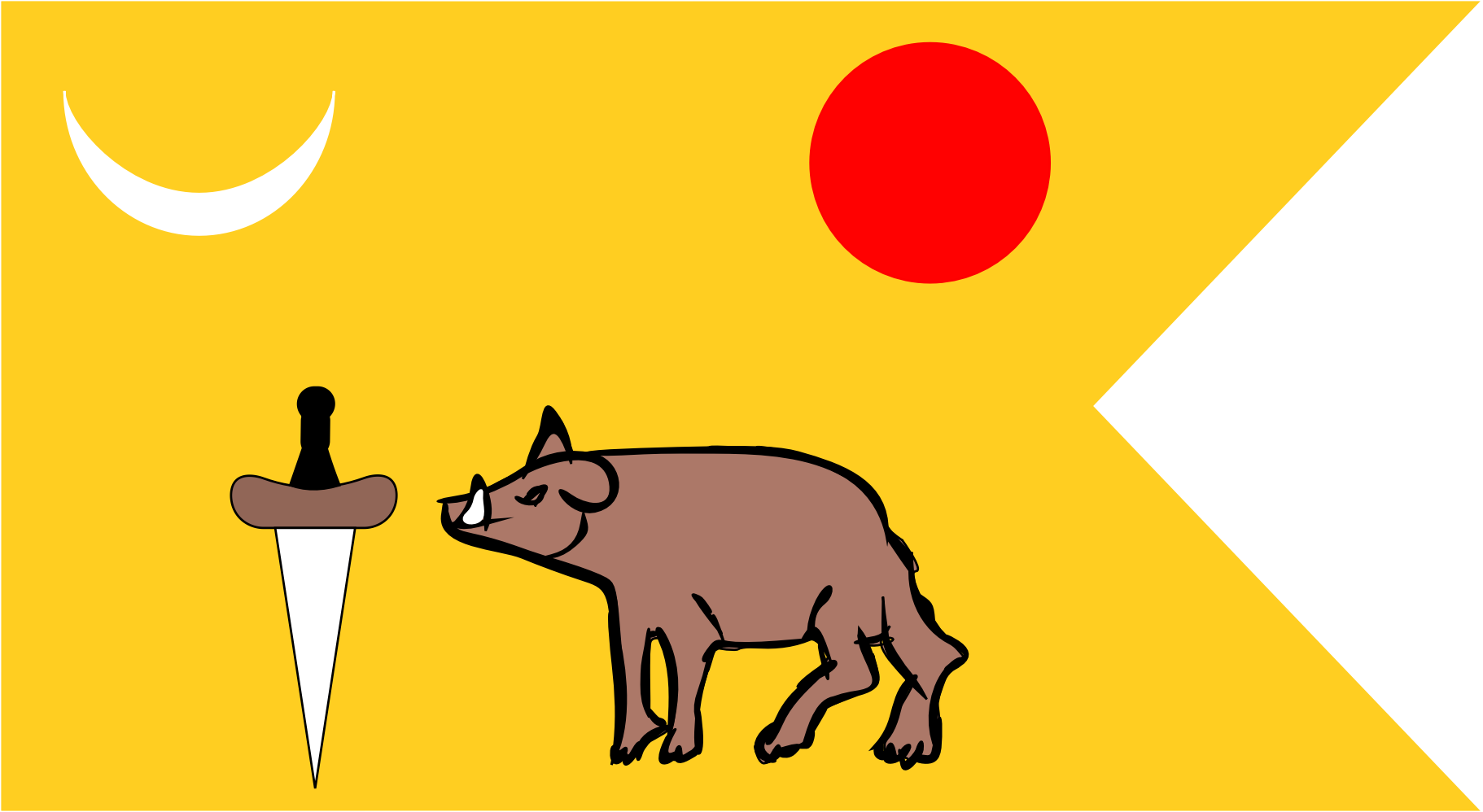
Флаг империи Виджаянагара

## Храмы Варахи

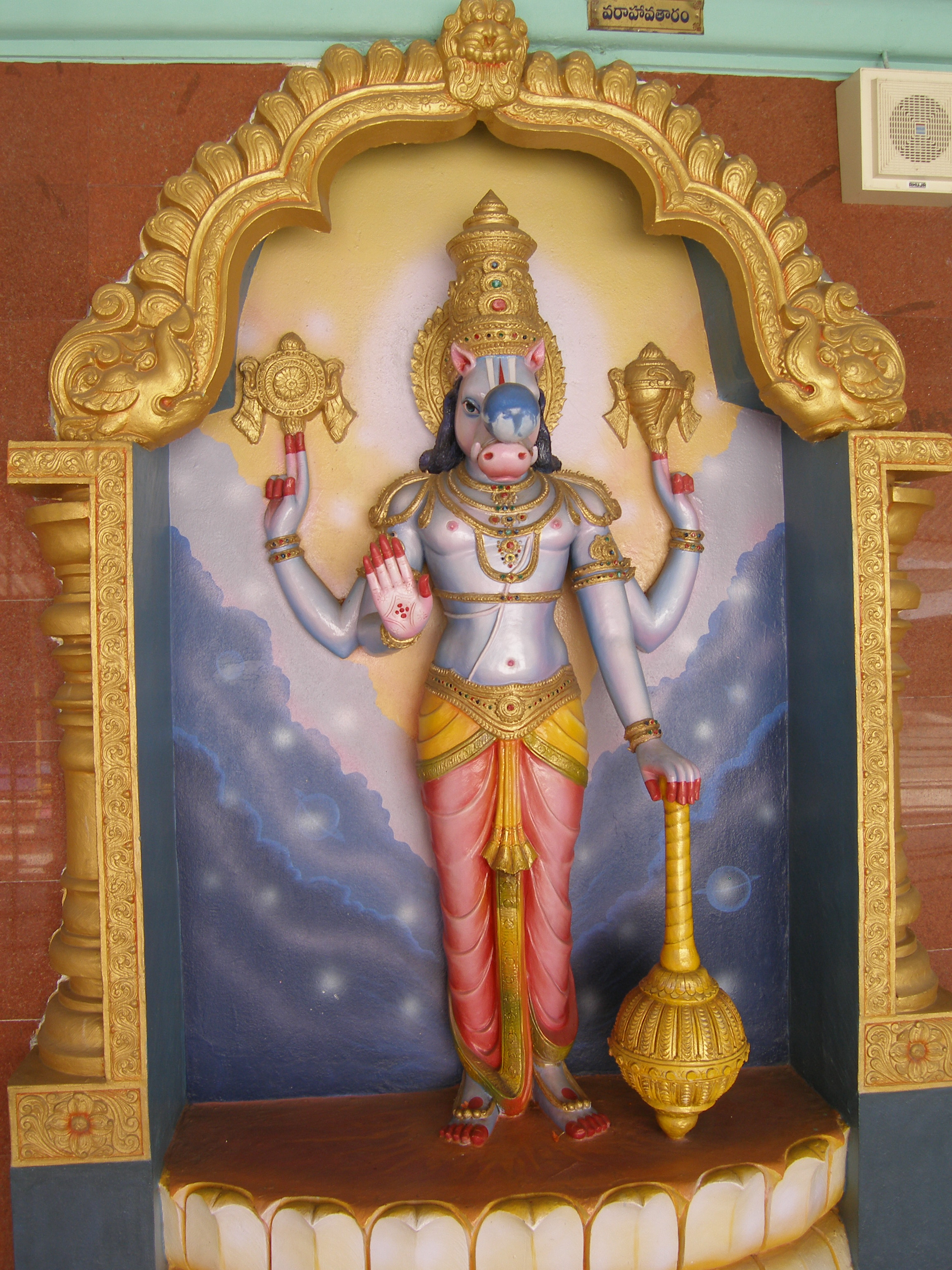
Скульптура аватара Варахи в храме Нараяна-Тирумала в Шрикакулам (Андхра Прадеш)

Из-за мусульманского влияния в прошлом в современной Индии сохранилось немного действующих храмов Варахи. В основном они расположены в Южной Индии, куда мусульманское вторжение докатилось значительно позднее. Одним из самых известных храмов Варахи считается храм Шри Варахасвами (Shri Varaha Swamy Temple, 13°41′06″ с. ш. 79°20′44″ в. д.) в Тирумале (Андхра-Прадеш). Он расположен на берегу храмового пруда «Свами Пушкарини» в комплексе Венкатешвары. Территория вокруг него носит название «Ади-Вараха Кшетра» или земля изначального Варахи. В раннее Средневековье на холмах Тирумалы располагался только храм Варахи, в последующем поклонение Венкатешваре в регионе возобладало. Однако сохранилась традиция, что паломники до получения даршана Венкатешвары должны посетить храм Варахи и почтить его божество. В Тирумале почитается несколько образов Варахи: Ади-Вараха, Пралая-Вараха и Яджна-Вараха, в святилище же храма установлено мурти Ади-Варахи.
Другим популярным местом паломничества является храм Бху-Варахасвами (Sri Bhuvaraha Swamy Temple, 11°24′07″ с. ш. 79°24′12″ в. д.) в городе Шримушнам, расположенным к северо-востоку от Чидамбарама. Храм воздвигнут в конце XVI века раджей Кришнаппой II. В храме Бху-Варахасвами образ Варахи считается самопроявленным или нерукотворным. Храм посещают как последователи индуизма, так и мусульмане. Обе религиозные общины города участвуют в ежегодном празднике в честь Варахи в феврале-марте. В мусульманской среде божество именуют «Вараха сахиб».
Несколько храмов Варахи входит в перечень дивьядешам — список из 108 священных мест, которые вайшнавы, прежде всего, из традиции шри-вайшнавизма, обязаны посетить в течение земной жизни. К ним относятся храм Ади Вараха Перумал в Тируккалванур, расположенный в храмовом комплексе Камакши Амман (Adhi Kamakshi Amman Temple, 12°50′31″ с. ш. 79°42′05″ в. д.), храм Шри Варадараджа Перумал в Канчипурам (Varadaraja Perumal Temple, 12°49′09″ с. ш. 79°43′18″ в. д.), а также храм Нитьякальяна Перумал (Nithya Kalyana Perumal Temple, 12°45′48″ с. ш. 80°14′23″ в. д.) недалеко от Ченная.
| Наименование                                    | Месторасположение                               | Веб-сайт |
| ----------------------------------------------- | ----------------------------------------------- | -------- |
| Храм Бху-Вараха свами в Каллахалли              | Карнатака (12°32′00″ с. ш. 76°27′13″ в. д.)     | Ссылка   |
| Храм Бху-Вараха свами в Шримушнам               | Тамилнад (11°24′07″ с. ш. 79°24′12″ в. д.)      |          |
| Храм Варахи в Кхаджурахо                        | Мадхья-прадеш (24°51′07″ с. ш. 79°55′20″ в. д.) |          |
| Храм Варахи в Тирумале                          | Андхра Прадеш (13°41′06″ с. ш. 79°20′52″ в. д.) |          |
| Храм Варахи в Карминагаре                       | Телингана (18°26′46″ с. ш. 79°07′29″ в. д.)     |          |
| Храм Вараха-Лакшми-Нарасимха свами в Симхачалам | Андхра Прадеш (17°45′59″ с. ш. 83°15′00″ в. д.) | Ссылка   |

|                                              |                                            |                        |                                   |                                        |                                           |
| Храм Шри Вараха-Лакшми-Нарасимхи, Симхачалам | Храм Варахи в комплексе Майсурского дворца | Храм Варахи в Тирумале | Храм Бху-Вараха свами в Шримушнам | Храм Нитьякальяна Перумал возле Ченная | Храм Шри Варадараджа Перумал в Канчипурам |

## Богиня Варахи

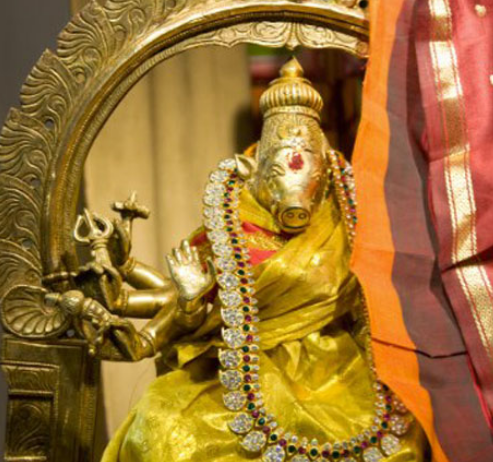
Мурти богини Варахи в индуистском храме Парашакти (Мичиган)

История, посвящённая аватаре Варахе, хорошо известна в традиции индуизма. Менее известен женский культ богини Варахи (Varahi). Её внешний образ включает голову свиньи, женские груди и пузатый живот, богиня также имеет от двух до шести рук. Они держат многочисленное оружие, включая трезубец, петлю, булаву, чакру, а также иногда ребёнка. Сама богиня может восседать верхом на диком буйволе. Как правило, Варахи поклоняются ночью и в дар предлагают рыбу и изредка кровавую жертву животных мужского пола. Считается, что у неё нет супруга, что превращает её в богиню тантриков. Варахи связана со смертью (символом которой служит яростный буйвол) и плодородием (которого олицетворяет ребёнок на руках). Храмы в честь Варахи немногочисленны, они встречаются в Ориссе, Варанаси, Ченнае и Непале. Среди них наиболее известен древний Храм Варахи-деви(Varahi Devi Temple, 20°00′23″ с. ш. 85°51′06″ в. д.), построенный в IX веке на восточном побережье Ориссы в районе Пури. Храм Варахи содержится на пожертвования вайшнавского храма Джаганнатхи в Пури.

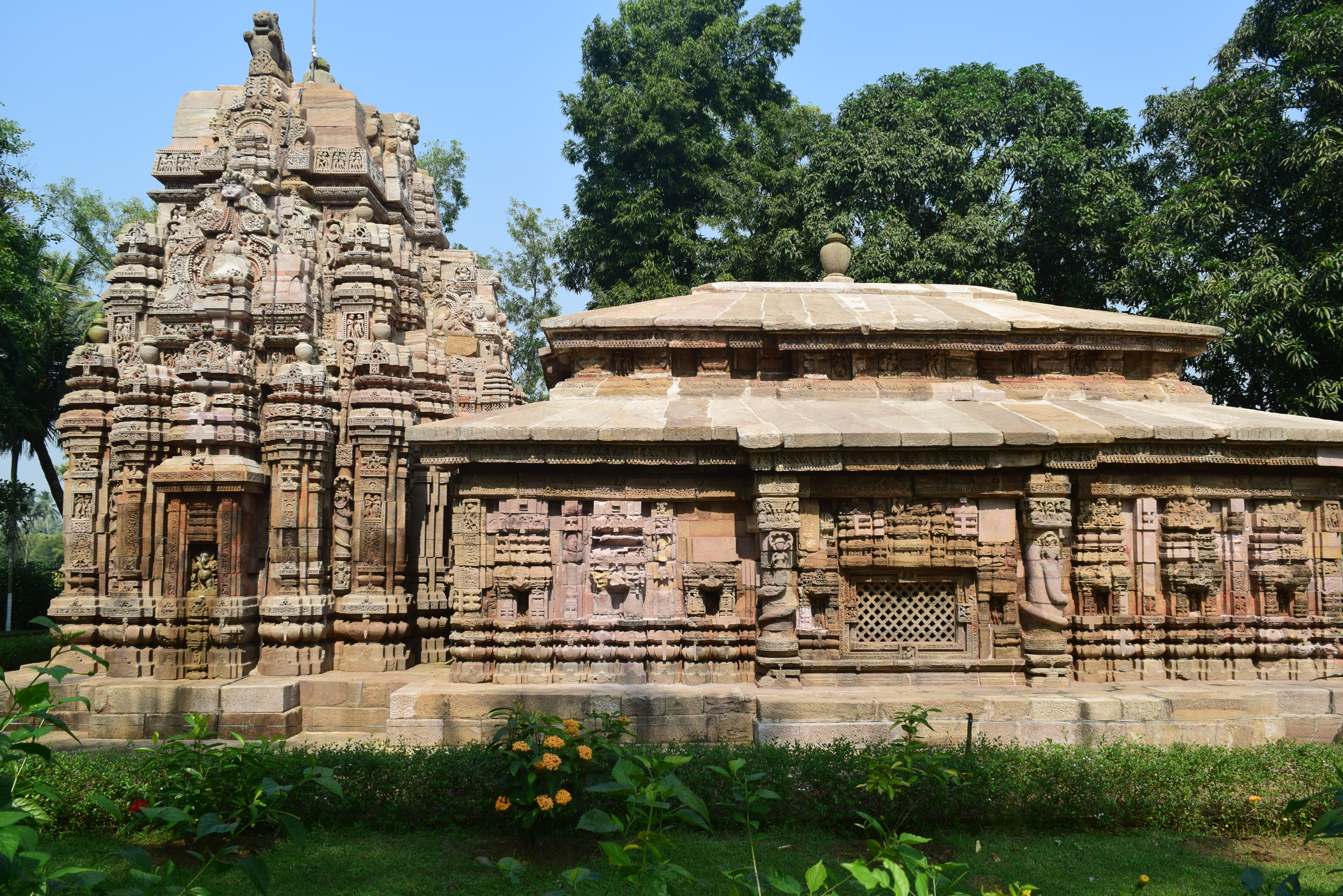
Храм Варахи-деви в Ориссе

Варахи более известна как одна из богинь-матрик, представляющих группу божественных матерей. Считается, что они воплощают собой энергию (шакти) своих божественных супругов. Матрики возникли, чтобы поддержать богиню Дургу в её битве с демоном Рактабиджей. По легенде матрики, включая Варахи, пьют кровь демона, чтобы тот не мог воскресать из мёртвых. Среди матрик, к которым относится семь богинь, Варахи находится на пятом месте. Её порядковый номер в группе божественных матерей приводит к тому, что Варахи иногда именуют «Панчами» (Panchami), то есть пятая. Одно из объяснений имени восходит к увязке семи матрик с алфавитом деванагари. Семь матрик воплощают семь согласных, а Варахи является пятой согласной.
Свиньи известны своей сообразительностью, плодовитостью, агрессивностью и независимостью. В Индии ни мусульмане, ни индусы высших каст не едят свинину. Они традиционно считаются нечистыми животными и отождествляются с кастой «неприкасаемых», живущих обособленными общинами на окраинах деревень. Характеристики Варахи также включают независимость и активность, граничащую с агрессией. В вайшнавских текстах Варахи интерпретируется как энергия (шакти) аватара Варахи. В традиции шактизма Варахи не имеет второй половины, однако считается матерью аватара. Воплощение Вишну тесно связано со миролюбивой и скромной богиней-Землей, в то время как Варахи может быть яростной и самостоятельной. Аватаре Варахе поклоняются с фруктами и молоком, в то время как Варахи предлагают кровь, мясо и даже алкоголь. Вараха входит в пантеон Вишну, ему поклоняются днём — Варахи и матрикам обычно поклоняются в сумерках. Таким образом, богиня Варахи, хотя и имеет некоторые внешние сходства с аватарой Варахой, в большей степени связана с тантрическим культом.